# Bjørn Arild Gram
Bjørn Arild Gram, född 7 maj 1972 i Steinkjer, är en norsk politiker som representerar Senterpartiet. Han var Norges försvarsminister från 2022 till 2025.
Gram är utbildad civilekonom och blev invald i Stortinget första gången 1993. Från 17 oktober 2005 till 12 oktober 2007 var han statssekreterare i finansdepartementet under Jens Stoltenbergs andra regering och därefter ordförande för Steinkjers kommun från 2007 till 2020. Han var kommun- och distriktsminister från 14 oktober 2021 till 12 april 2022 i Regeringen Støre och därefter försvarsminister från 12 april 2022 till 4 februari 2025.